# 雷基象
雷基象是最大的大象之一，頭顱短而高，象牙不大，其前肢較現代象長，眼窩低。分布於東非和阿拉伯半島。從350萬年前上新世出現，一直到50萬年前滅絕。根据摩洛哥发现的一头四十岁的雄象化石，它肩高可达4.27（14.0英尺），重可达12.3公噸（12.1長噸；13.6短噸）。